# 斡脱
斡脱:127，是與蒙古帝國合作的商人和放債人的稱呼。
該術語來自突厥語詞ortak，意為“夥伴”。因蒙古人有錢但不善經商，所以選擇與色目人商人合作減輕風險，而商人也可集中資源經營降低成本。
當成吉思汗讓他的家人和軍事指揮官選擇穆斯林（主要是畏兀兒人或中亞人）為貿易目的交予金銀錠時，斡脱制度就開始了。商人通常會獲得非常高的佣金，只要他們不干涉蒙古人的軍事行動，就可以使用官方驛站。蒙古人也會向商人提供低息貸款。1268年，忽必烈汗建立了監督斡脱的總監，以低利率借錢給他們。
斡脱商人因其特殊待遇和高利率貸款而在中國人中享有很差的聲譽，王惲批評了斡脫的特權，特別是攜帶武器的權利 :147-148。在明朝，斡脫這個詞不再具有特殊意義，僅僅意味著商人:153。